# Ery-Makouguié 1
Ery-Makouguié 1 est un village au sud-ouest de la Côte d'Ivoire dans la région de l'Agnéby-Tiassa. Cette localité rurale est rattachée à la commune d'Agboville,.